# آلاله شیرازی
آلاله شیرازی (نام علمی: Ranunculus farsicus) نام یک گونه از سرده آلاله است. سردهٔ آلاله در ایران ۵۵ گونهٔ علفی یک ساله و چند ساله دارد. آلاله شیرازی یکی از ۵۵ گونهٔ موجود در ایران است.